# Apsilochorema chelicerum
Apsilochorema chelicerum là một loài Trichoptera thuộc họ Hydrobiosidae. Chúng phân bố ở miền Australasia.